# Nederlandse kampioenschappen atletiek 1988
De Nederlandse kampioenschappen atletiek 1988 vonden op 16 en 17 juli plaats in Groningen. De organisatie was in handen van Argo'77.
Tijdens deze kampioenschappen werden er drie nationale records verbeterd. Verspringer Emiel Mellaard verbeterde zijn nog geen drie maanden oude record van 8,13 m door nu tot een winnende sprong van 8,19 m te komen. Peter van Noort deed hetzelfde, maar dan bij het kogelslingeren. Zijn nog geen drie maanden oude record van 66,72 m ging er ook aan, want hij werd kampioen met een recordworp van 67,98 m. Gretha Tromp maakte het trio compleet door de 400 m horden te winnen in 56,17 s, wat alweer sneller was dan het nationale record dat zij zelf drie dagen eerder op 56,36 s had gesteld. 

## Uitslagen

### 100 m
| wind: -0,25 m/s | wind: -0,25 m/s        | wind: -0,25 m/s |
| rang            | atleet                 | prestatie       |
| --------------- | ---------------------- | --------------- |
| Goud            | Achmed de Kom          | 10,49 s         |
| Zilver          | Regillio van der Vloot | 10,78 s         |
| Brons           | Jeroen Ooievaar        | 10,79 s         |

| wind: +1,91 m/s | wind: +1,91 m/s | wind: +1,91 m/s |
| rang            | atlete          | prestatie       |
| --------------- | --------------- | --------------- |
| Goud            | Nelli Cooman    | 11,34 s         |
| Zilver          | Els Vader       | 11,38 s         |
| Brons           | Gretha Tromp    | 11,86 s         |

### 200 m
| wind: -1,1 m/s | wind: -1,1 m/s      | wind: -1,1 m/s |
| rang           | atleet              | prestatie      |
| -------------- | ------------------- | -------------- |
| Goud           | Achmed de Kom       | 21,08 s        |
| Zilver         | Rob van de Klundert | 21,09 s        |
| Brons          | Junior de Lain      | 21,51 s        |

| wind: +1,2 m/s | wind: +1,2 m/s  | wind: +1,2 m/s |
| rang           | atlete          | prestatie      |
| -------------- | --------------- | -------------- |
| Goud           | Els Vader       | 23,18 s        |
| Zilver         | Nelli Cooman    | 23,69 s        |
| Brons          | Yvonne van Dorp | 23,88 s        |

### 400 m
| rang   | atleet              | prestatie |
| ------ | ------------------- | --------- |
| Goud   | Arjen Visserman     | 46,45 s   |
| Zilver | Rob van de Klundert | 46,63 s   |
| Brons  | Junior de Lain      | 46,91 s   |

| rang   | atlete             | prestatie |
| ------ | ------------------ | --------- |
| Goud   | Yvonne van Dorp    | 54,31 s   |
| Zilver | Janneke Bosma      | 55,63 s   |
| Brons  | Carmij Bronnenberg | 56,27 s   |

### 800 m
| rang   | atleet           | prestatie |
| ------ | ---------------- | --------- |
| Goud   | Robin van Helden | 1.47,55   |
| Zilver | Ton Baltus       | 1.48,10   |
| Brons  | Marco Leenders   | 1.48,50   |

| rang   | atlete             | prestatie |
| ------ | ------------------ | --------- |
| Goud   | Elly van Hulst     | 2.03,77   |
| Zilver | Letitia Vriesde    | 2.04,47   |
| Brons  | Christine Toonstra | 2.05,45   |

### 1500 m
| rang   | atleet          | prestatie |
| ------ | --------------- | --------- |
| Goud   | Bob Dielis      | 3.54,92   |
| Zilver | Marcel Versteeg | 3.56,02   |
| Brons  | Marc Borghans   | 3.56,15   |

| rang   | atlete             | prestatie |
| ------ | ------------------ | --------- |
| Goud   | Elly van Hulst     | 4.20,18   |
| Zilver | Christine Toonstra | 4.20,83   |
| Brons  | Letitia Vriesde    | 4.23,43   |

### 5000 m/3000 m
| rang   | atleet         | prestatie |
| ------ | -------------- | --------- |
| Goud   | Marti ten Kate | 13.44,09  |
| Zilver | Mark van Rooy  | 13.56,39  |
| Brons  | John Vermeule  | 14.09,17  |

| rang   | atlete         | prestatie |
| ------ | -------------- | --------- |
| Goud   | Elly van Hulst | 9.07,92   |
| Zilver | Rita Delnoye   | 9.10,77   |
| Brons  | Wilma van Onna | 9.16,79   |

### 110 m horden/100 m horden
| wind: +2,13 m/s | wind: +2,13 m/s   | wind: +2,13 m/s |
| rang            | atleet            | prestatie       |
| --------------- | ----------------- | --------------- |
| Goud            | Ysbrand Visser    | 14,43 s         |
| Zilver          | Wigert Thunnissen | 14,49 s         |
| Brons           | Marc Kok          | 14,50 s         |

| wind: +1,45 m/s | wind: +1,45 m/s  | wind: +1,45 m/s |
| rang            | atlete           | prestatie       |
| --------------- | ---------------- | --------------- |
| Goud            | Gretha Tromp     | 13,33 s         |
| Zilver          | Marjan Olyslager | 13,34 s         |
| Brons           | Ine Langenhuizen | 13,65 s         |

### 400 m horden
| rang   | atleet               | prestatie |
| ------ | -------------------- | --------- |
| Goud   | Pel van den Kerkhoff | 51,34 s   |
| Zilver | Erik Negenman        | 52,09 s   |
| Brons  | Remco Tournier       | 52,11 s   |

| rang   | atlete           | prestatie |
| ------ | ---------------- | --------- |
| Goud   | Gretha Tromp     | 56,17 s   |
| Zilver | Monique van Wijk | 60,67 s   |
| Brons  | Lysbeth Gijsen   | 60,83 s   |

### 3000 m steeple
| rang   | atleet          | prestatie |
| ------ | --------------- | --------- |
| Goud   | Hans Koeleman   | 8.26,37   |
| Zilver | Herman Hofstee  | 8.38,74   |
| Brons  | Richard Kooyman | 8.53,48   |

### 20 km snelwandelen
| rang   | atleet            | prestatie  |
| ------ | ----------------- | ---------- |
| Goud   | Jan Cortenbach    | 1:33.52,08 |
| Zilver | Ton van Andel     | 1:36.30,75 |
| Brons  | Hans van de Knaap | 1:40.11,79 |

### Verspringen
| rang   | atleet             | prestatie          |
| ------ | ------------------ | ------------------ |
| Goud   | Emiel Mellaard     | 8,19 m (-0,4 m/s)  |
| Zilver | Jeroen Ooievaar)   | 7,73 m (-0,3 m/s)  |
| Brons  | Bart van Haeringen | 7,46 m (-0,95 m/s) |

| rang   | atlete             | prestatie          |
| ------ | ------------------ | ------------------ |
| Goud   | Mieke van der Kolk | 6,44 m (-1,05 m/s) |
| Zilver | Tineke Hidding     | 6,34 m (+0,0 m/s)  |
| Brons  | Anouschka Daans    | 5,88 m (-0,8 m/s)  |

### Hink-stap-springen
| rang   | atleet           | prestatie          |
| ------ | ---------------- | ------------------ |
| Goud   | Paul Lucassen    | 15,53 m (-0,9 m/s) |
| Zilver | Ydo van Oostende | 15,27 m (+0,2 m/s) |
| Brons  | Roy Sedoc        | 15,25 m (-0,8 m/s) |

### Hoogspringen
| rang   | atleet          | prestatie |
| ------ | --------------- | --------- |
| Goud   | Ruud Wielart    | 2,14 m    |
| Zilver | Erik Rollenberg | 2,11 m    |
| Brons  | Henk Jan Gebben | 2,11 m    |

| rang   | atlete                | prestatie |
| ------ | --------------------- | --------- |
| Goud   | Monique van der Weide | 1,79 m    |
| Zilver | Angelique Maasdijk    | 1,76 m    |
| Brons  | Jolanda Bleeker       | 1,73 m    |

### Polsstokhoogspringen
| rang   | atleet          | prestatie |
| ------ | --------------- | --------- |
| Goud   | Marc Kok        | 4,80 m    |
| Zilver | Lino Pani       | 4,60 m    |
| Brons  | Maurice Penders | 4,60 m    |

### Kogelstoten
| rang   | atleet        | prestatie |
| ------ | ------------- | --------- |
| Goud   | Erik de Bruin | 18,79 m   |
| Zilver | Mario Egberts | 17,35 m   |
| Brons  | Andre Snoek   | 17,14 m   |

| rang   | atlete             | prestatie |
| ------ | ------------------ | --------- |
| Goud   | Deborah Dunant     | 16,28 m   |
| Zilver | Bernadette Fransen | 14,91 m   |
| Brons  | Christa Speyer     | 14,23 m   |

### Discuswerpen
| rang   | atleet        | prestatie |
| ------ | ------------- | --------- |
| Goud   | Erik de Bruin | 61,88 m   |
| Zilver | Wim de Wolff  | 58,68 m   |
| Brons  | Piet Meydam   | 55,94 m   |

| rang   | atlete         | prestatie |
| ------ | -------------- | --------- |
| Goud   | Deborah Dunant | 47,20 m   |
| Zilver | Irma van Hees  | 46,08 m   |
| Brons  | Bianca Vet     | 45,66 m   |

### Speerwerpen
| rang   | atleet              | prestatie |
| ------ | ------------------- | --------- |
| Goud   | Jeroen van der Meer | 74,66 m   |
| Zilver | Keith Beard         | 67,46 m   |
| Brons  | Johan van Lieshout  | 66,96 m   |

| rang   | atlete                | prestatie |
| ------ | --------------------- | --------- |
| Goud   | Gerda Vetter-Blokziel | 55,82 m   |
| Zilver | Toos Stoete           | 50,40 m   |
| Brons  | Lida Berkhout         | 49,66 m   |

### Kogelslingeren
| rang   | atleet             | prestatie |
| ------ | ------------------ | --------- |
| Goud   | Peter van Noort    | 67,98 m   |
| Zilver | Frank van der Dool | 61,28 m   |
| Brons  | Chris Hoede        | 58,64 m   |

1904 · 
1908 · 
1909 · 
1910 · 
1911 · 
1912 · 
1913 · 
1914 · 
1915 · 
1917 · 
1918 · 
1919 · 
1920 · 
1921 · 
1922 · 
1923 · 
1924 · 
1925 · 
1926 · 
1927 · 
1928 · 
1929 · 
1930 · 
1931 · 
1932 · 
1933 · 
1934 · 
1935 · 
1936 · 
1937 · 
1938 · 
1939 · 
1940 · 
1941 · 
1942 · 
1943 · 
1944 · 
1946 · 
1947 · 
1948 · 
1949 · 
1950 · 
1951 · 
1952 · 
1953 · 
1954 · 
1955 · 
1956 · 
1957 · 
1958 · 
1959 · 
1960 · 
1961 · 
1962 · 
1963 · 
1964 · 
1965 · 
1966 · 
1967 · 
1968 · 
1969 · 
1970 · 
1971 · 
1972 · 
1973 · 
1974 · 
1975 · 
1976 · 
1977 · 
1978 · 
1979 · 
1980 · 
1981 · 
1982 · 
1983 · 
1984 · 
1985 · 
1986 · 
1987 · 
1988 · 
1989 · 
1990 · 
1991 · 
1992 · 
1993 · 
1994 · 
1995 · 
1996 · 
1997 · 
1998 · 
1999 · 
2000 · 
2001 · 
2002 · 
2003 · 
2004 · 
2005 · 
2006 · 
2007 · 
2008 · 
2009 · 
2010 · 
2011 · 
2012 · 
2013 · 
2014 · 
2015 · 
2016 ·
2017 ·
2018 ·
2019 ·
2020 ·
2021 ·
2022 ·
2023 ·
2024 ·
2025